# Specie di Othonna
Elenco delle 86 specie di  Othonna :

## A
- Othonna arborescens L.
- Othonna arbuscula  (Thunb.) Sch.Bip.
- Othonna armiana  van Jaarsv.
- Othonna auriculifolia  Licht. ex Less.

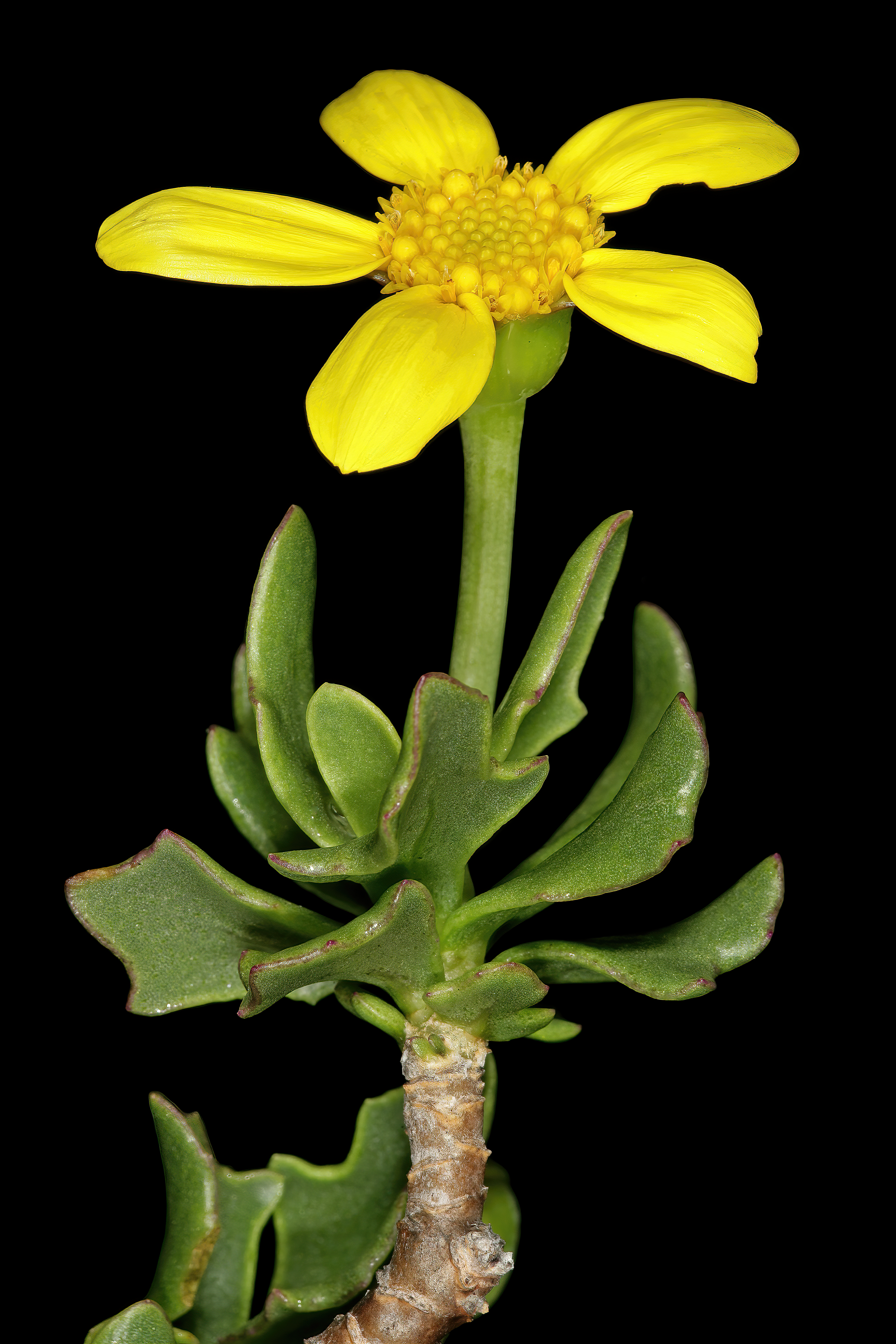
Othonna arborescens
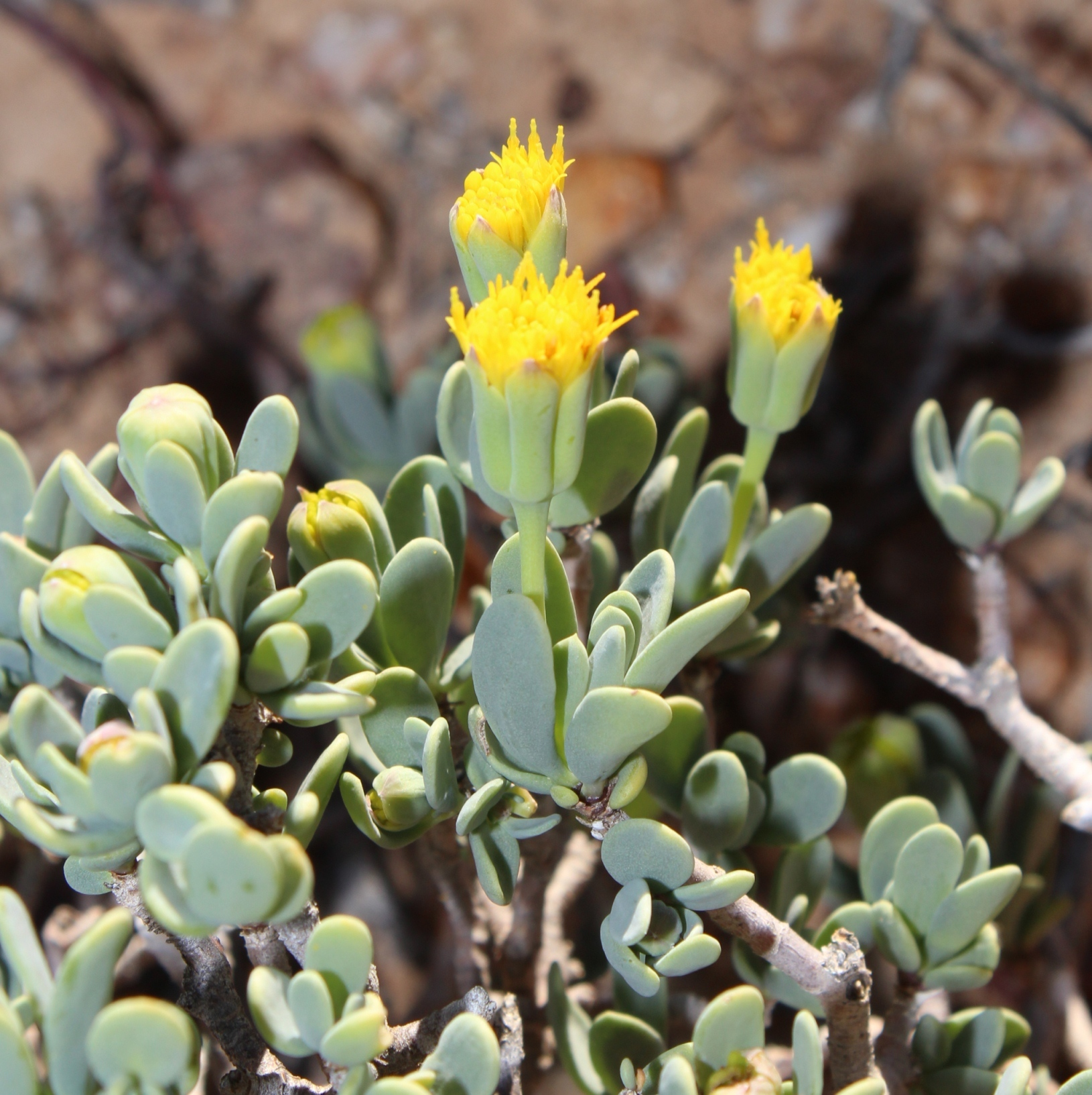
Othonna arbuscula
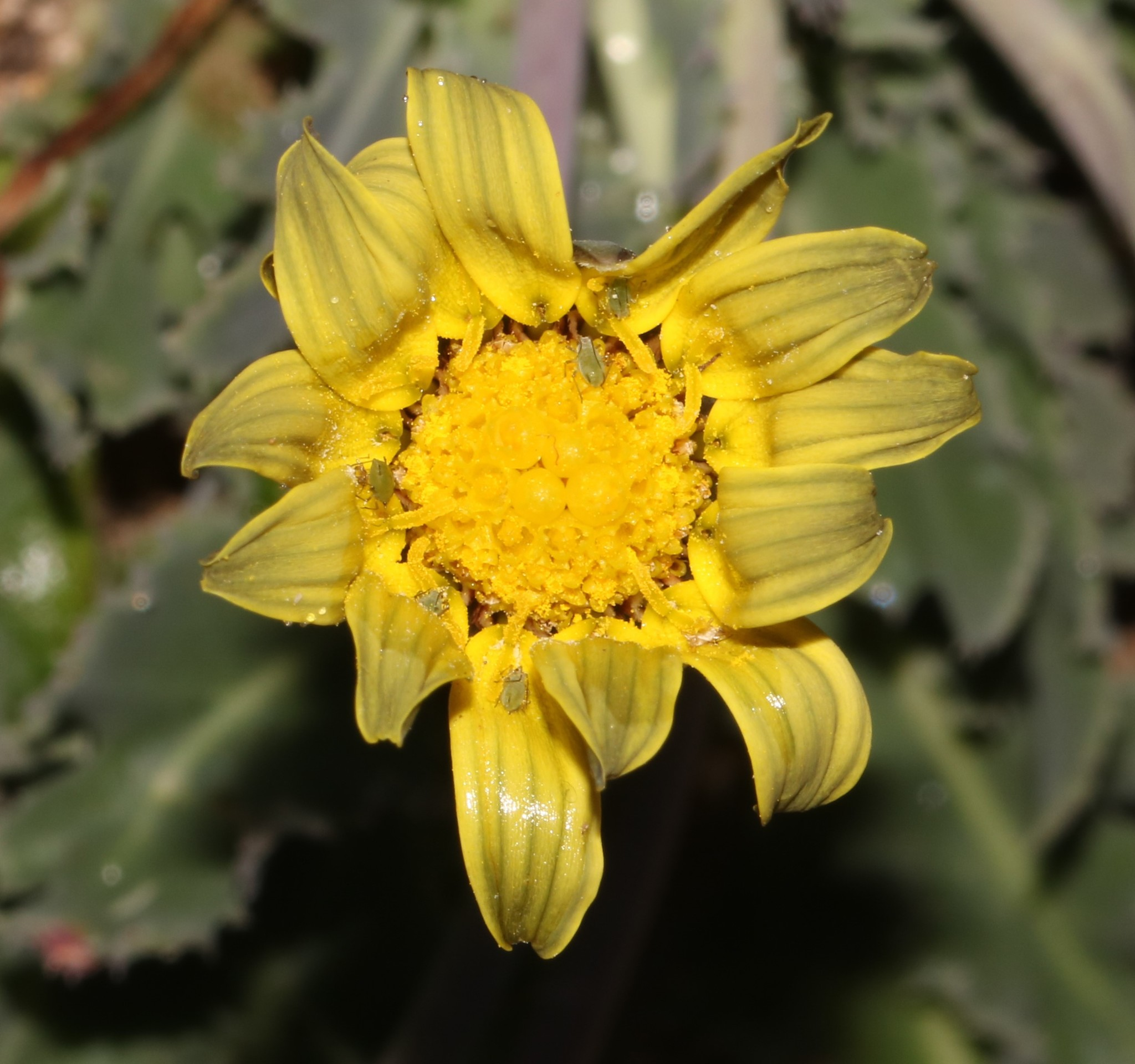
Othonna auriculifolia

## B
- Othonna brandbergensis  B.Nord.
- Othonna bulbosa  L.
- Othonna burttii  B.Nord.

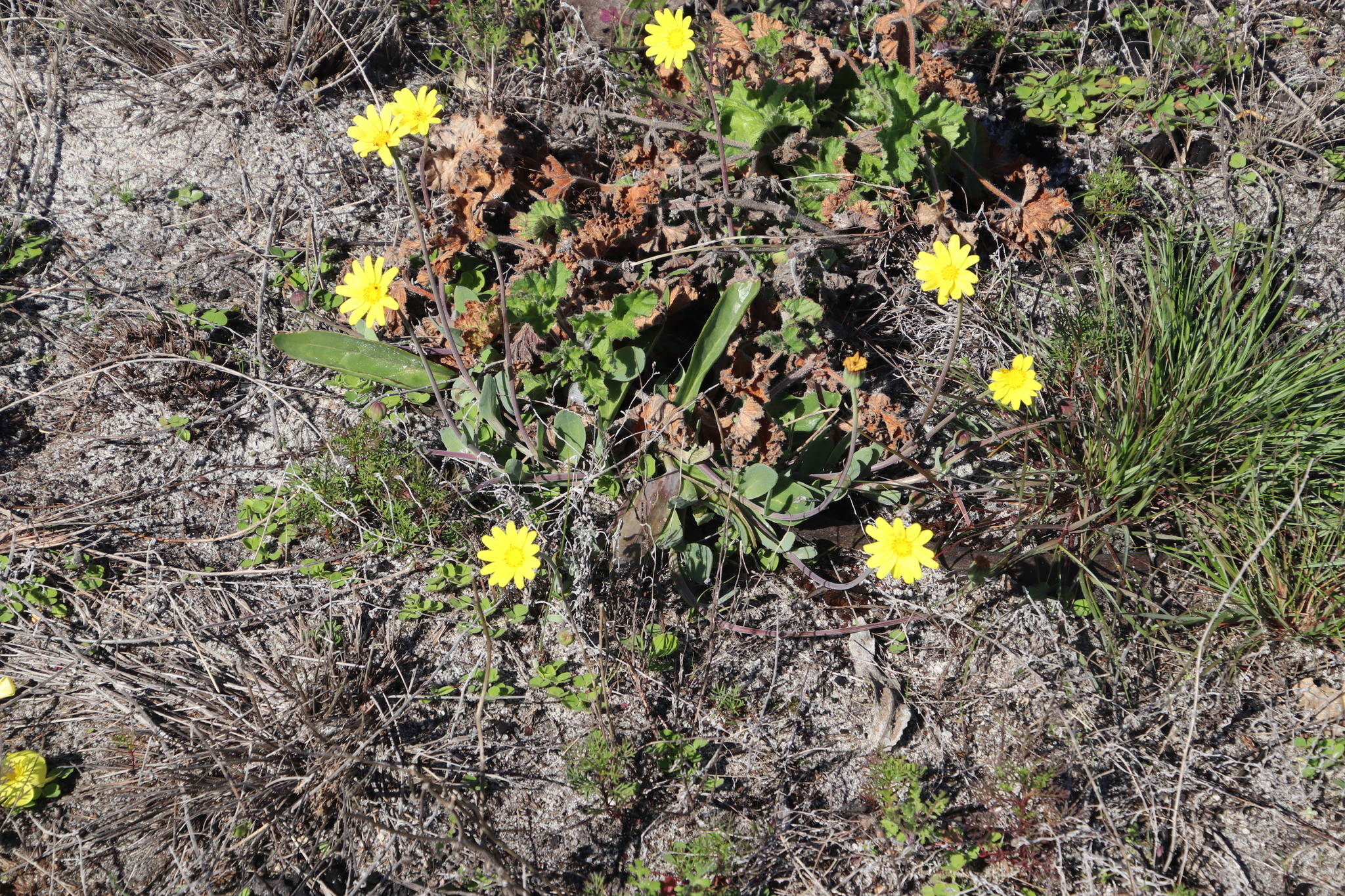
Othonna bulbosa

## C
- Othonna cacalioides  L.f.
- Othonna cakilefolia  DC.
- Othonna cerarioides  Magoswana & J.C.Manning
- Othonna ciliata  L.f.
- Othonna coronopifolia  L.
- Othonna cremnophila  B.Nord. & van Jaarsv.
- Othonna cuneata  DC.
- Othonna cyclophylla  Merxm.

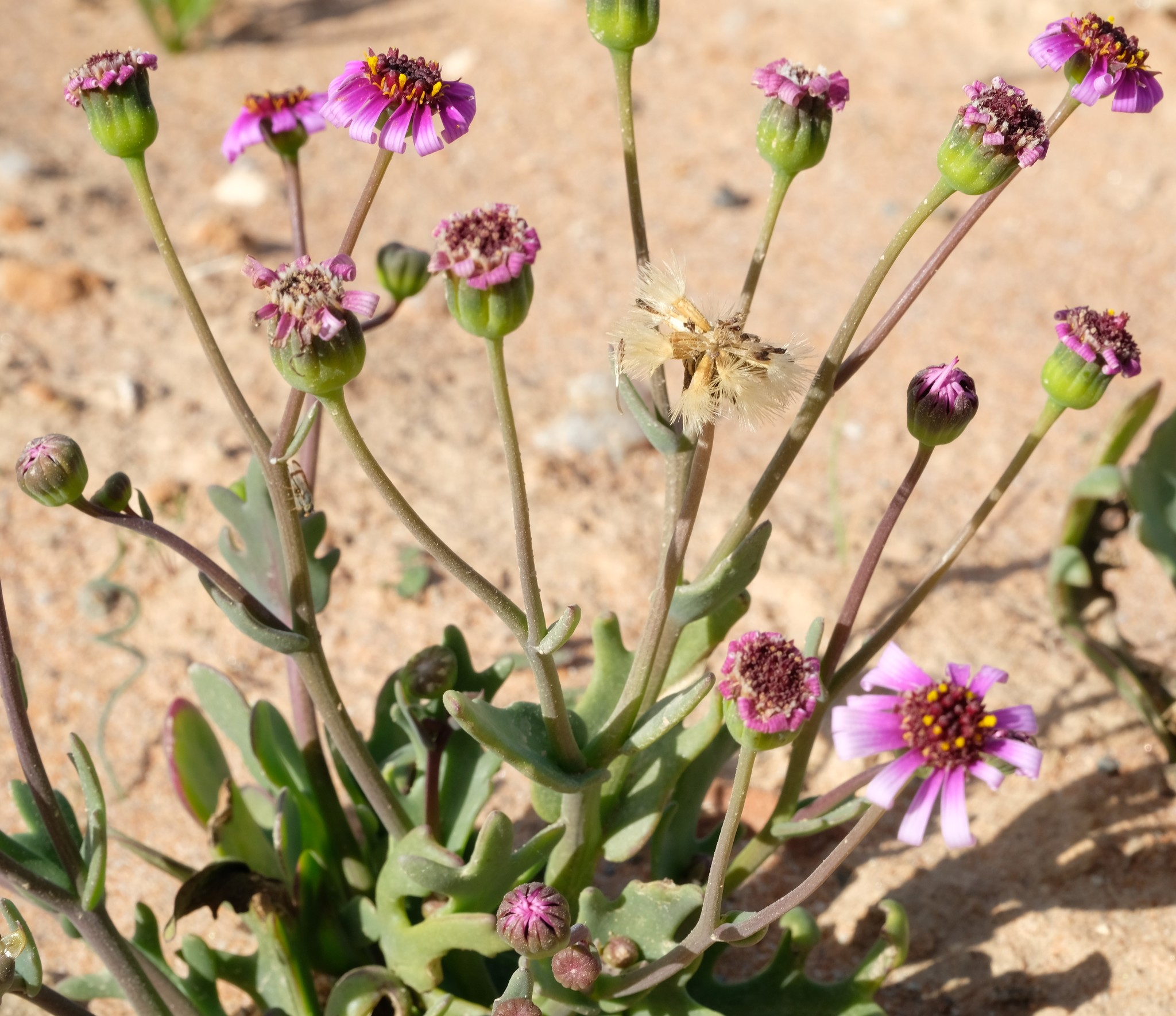
Othonna cakilifolia
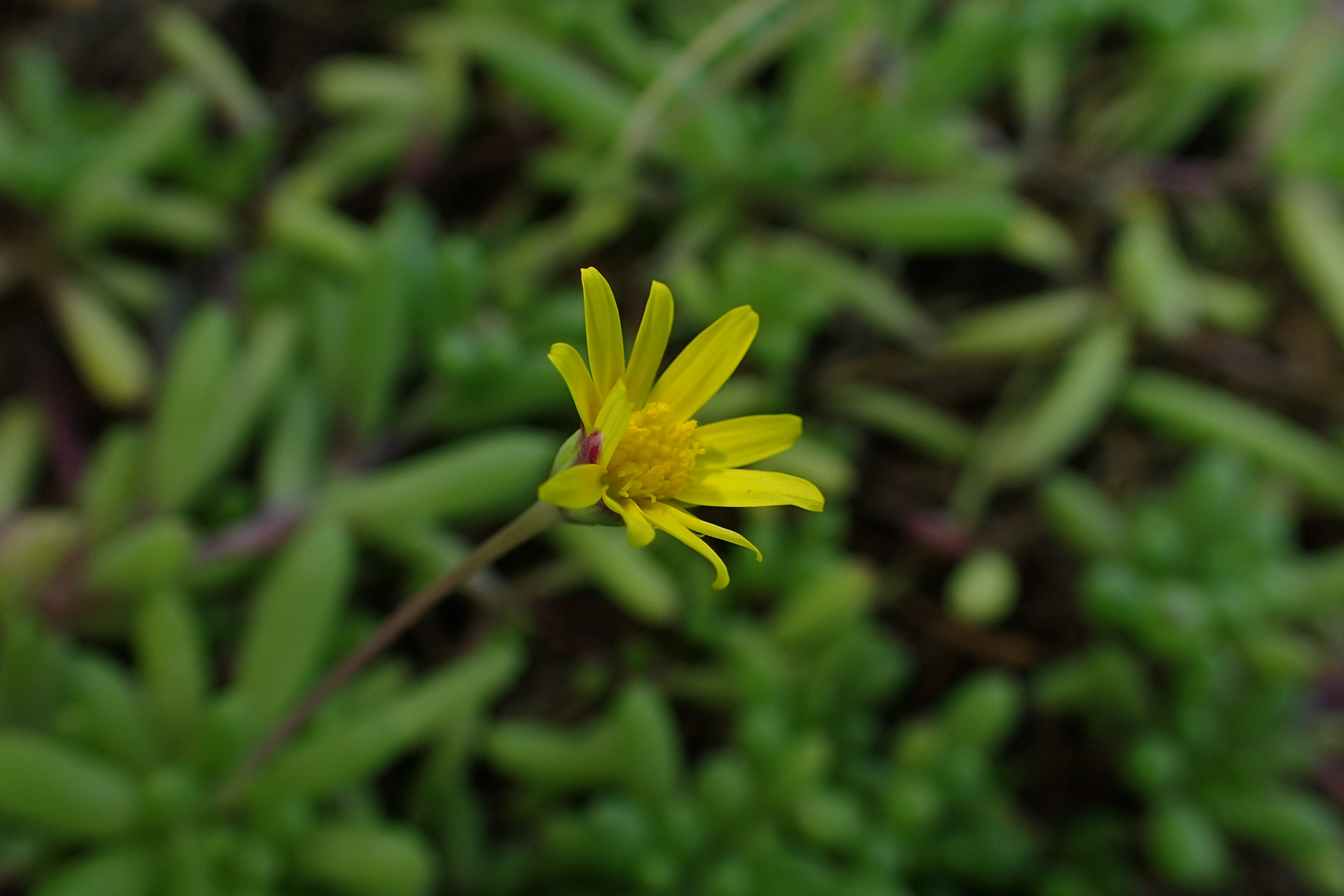
Othonna cacalioides
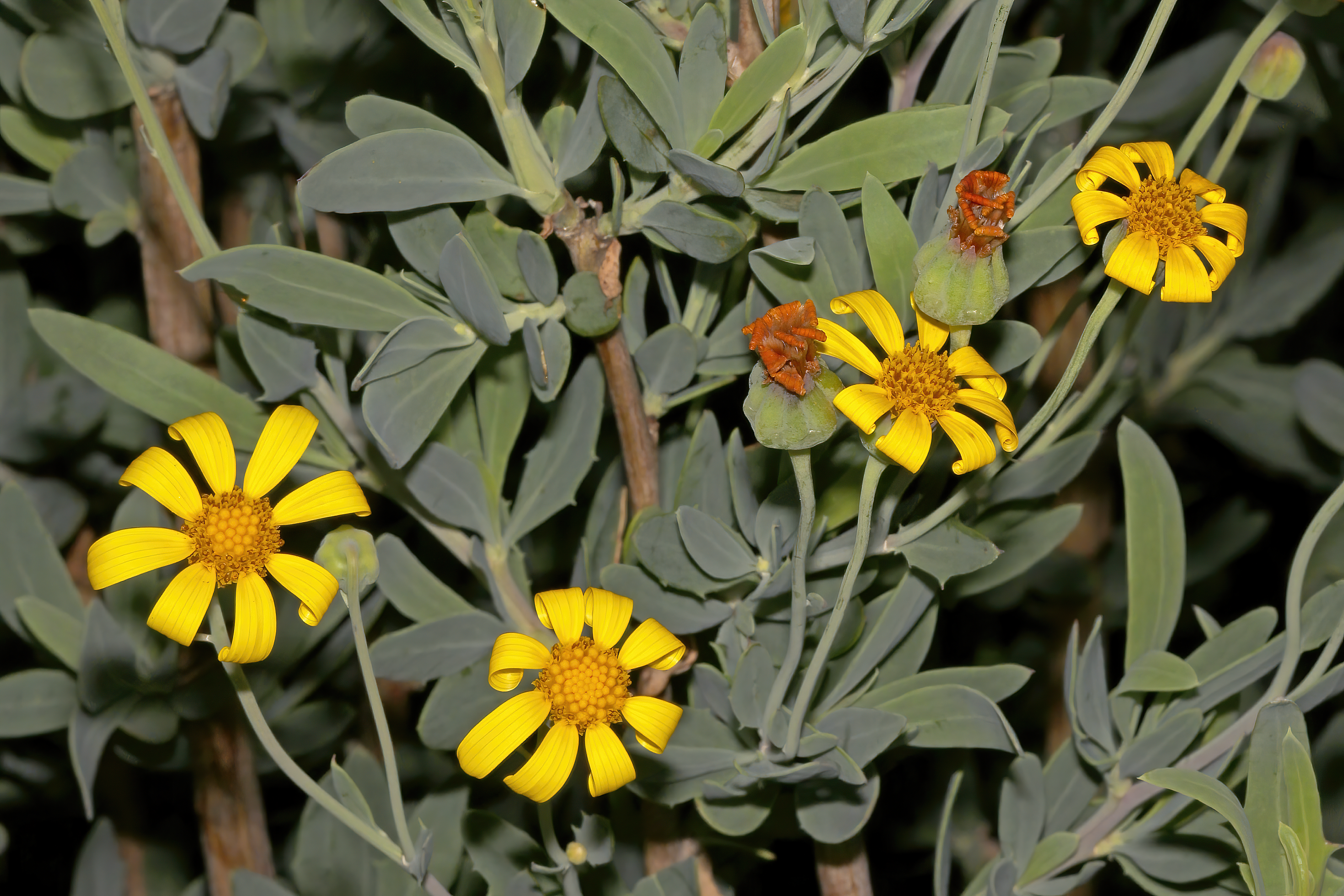
Othonna_coronopifolia

## D
- Othonna daucifolia  J.C.Manning & Goldblatt
- Othonna dentata  L.
- Othonna digitata  L.f.

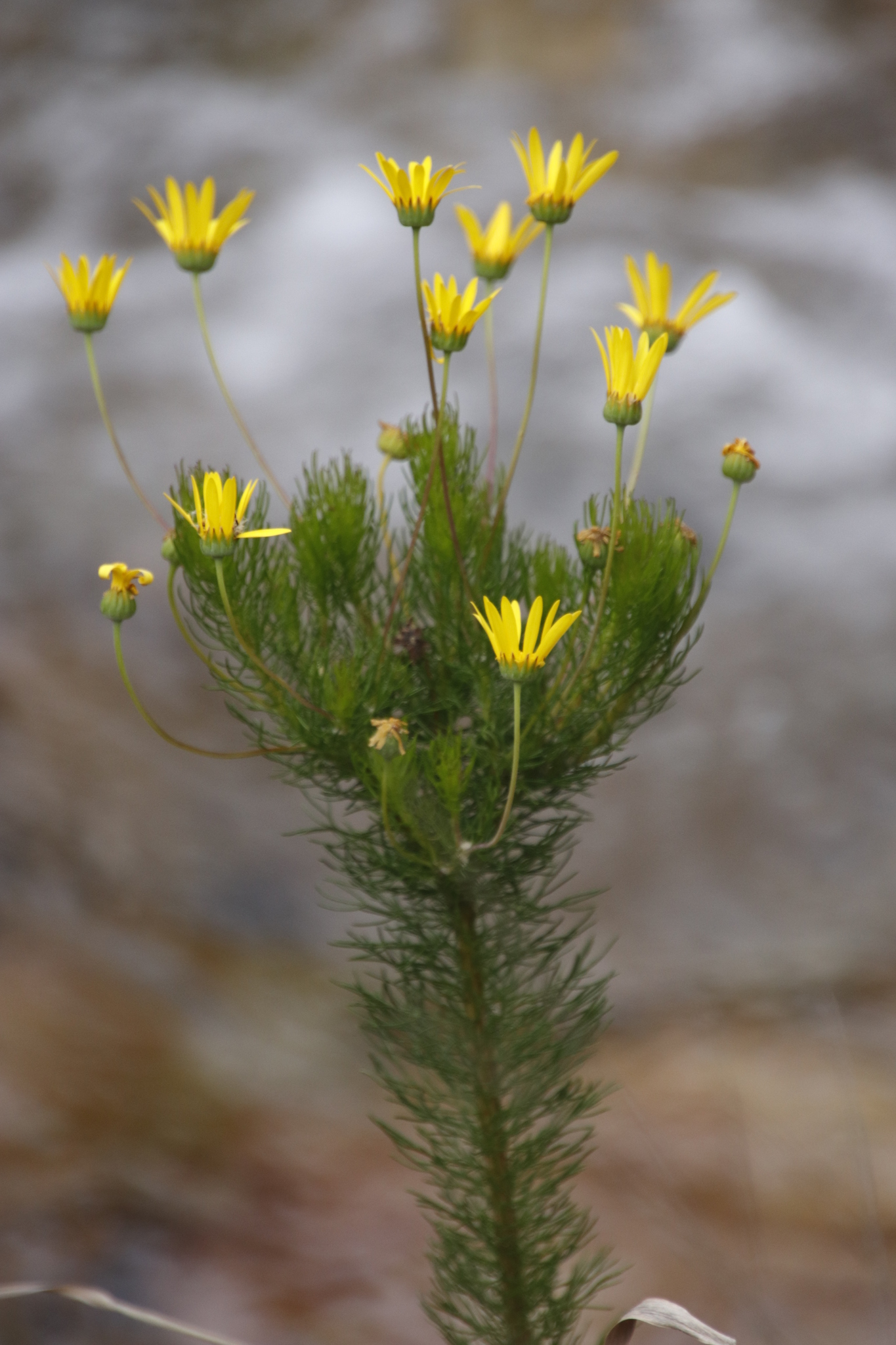
Othonna daucifolia
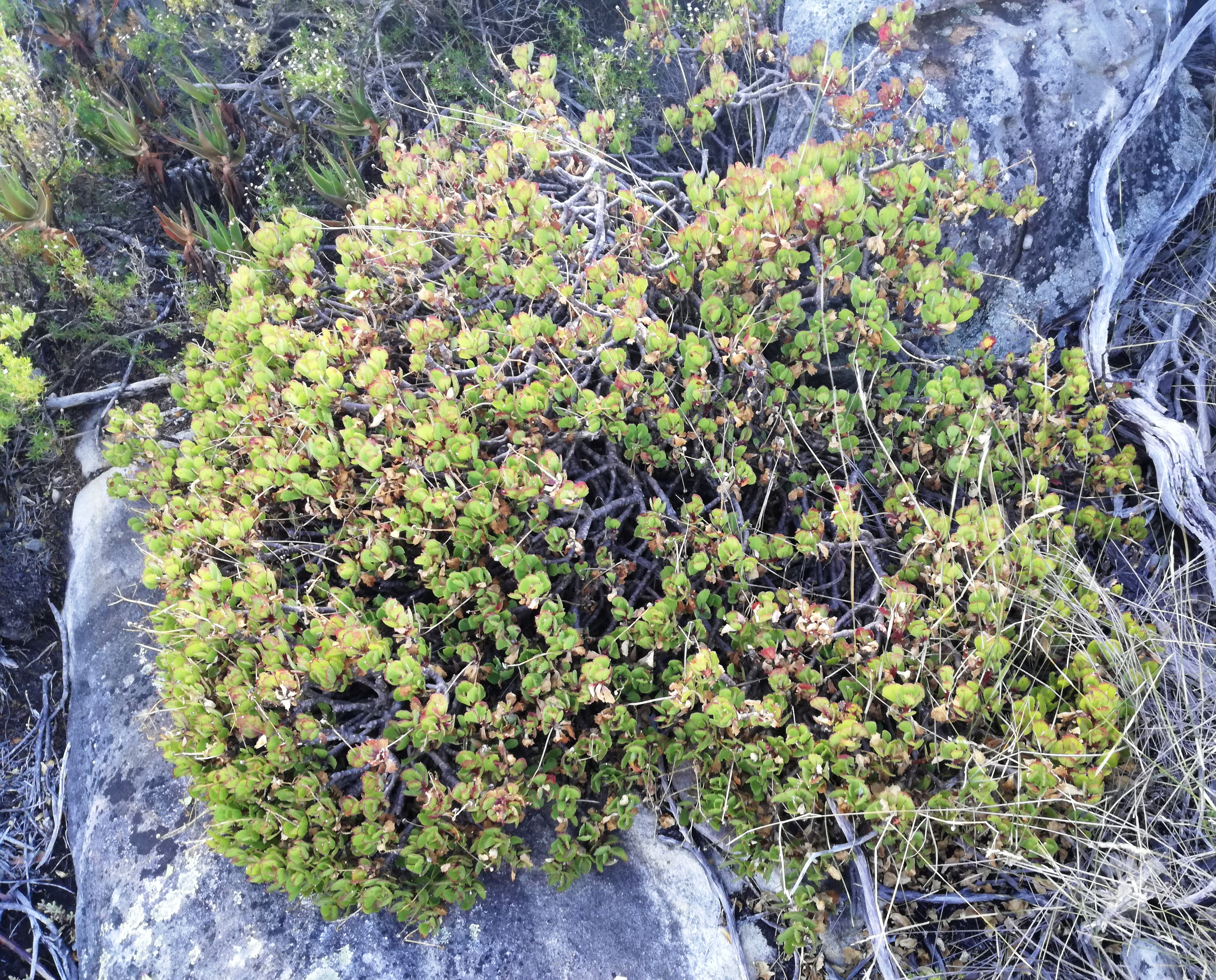
Othonna dentata

## E
- Othonna eriocarpa  (DC.) Sch.Bip.
- Othonna euphorbioides  Hutch.

## F
- Othonna frutescens  L.
- Othonna furcata  (Lindl.) Druce

## G
- Othonna globosa  Koek
- Othonna graveolens  O.Hoffm.
- Othonna gregorii  (F.Muell.) C.Jeffrey
- Othonna gymnodiscus  (DC.) Sch.Bip.

## H
- Othonna hallii  B.Nord.
- Othonna hederifolia  B.Nord.
- Othonna herrei  Pillans
- Othonna heterophylla  L.f.
- Othonna huillensis  Welw. ex Hiern
- Othonna humilis  Schltr.

## I
- Othonna intermedia  Compton

## K
- Othonna koos-bekkeri  van Jaarsv.

## L
- Othonna lasiocarpa  (DC.) Sch.Bip.
- Othonna lepidocaulis  Schltr.
- Othonna leptodactyla  Harv.
- Othonna lilacina  Magoswana & J.C.Manning
- Othonna linearifolia  (DC.) Sch.Bip.
- Othonna lobata  Schltr.
- Othonna lyrata  DC.

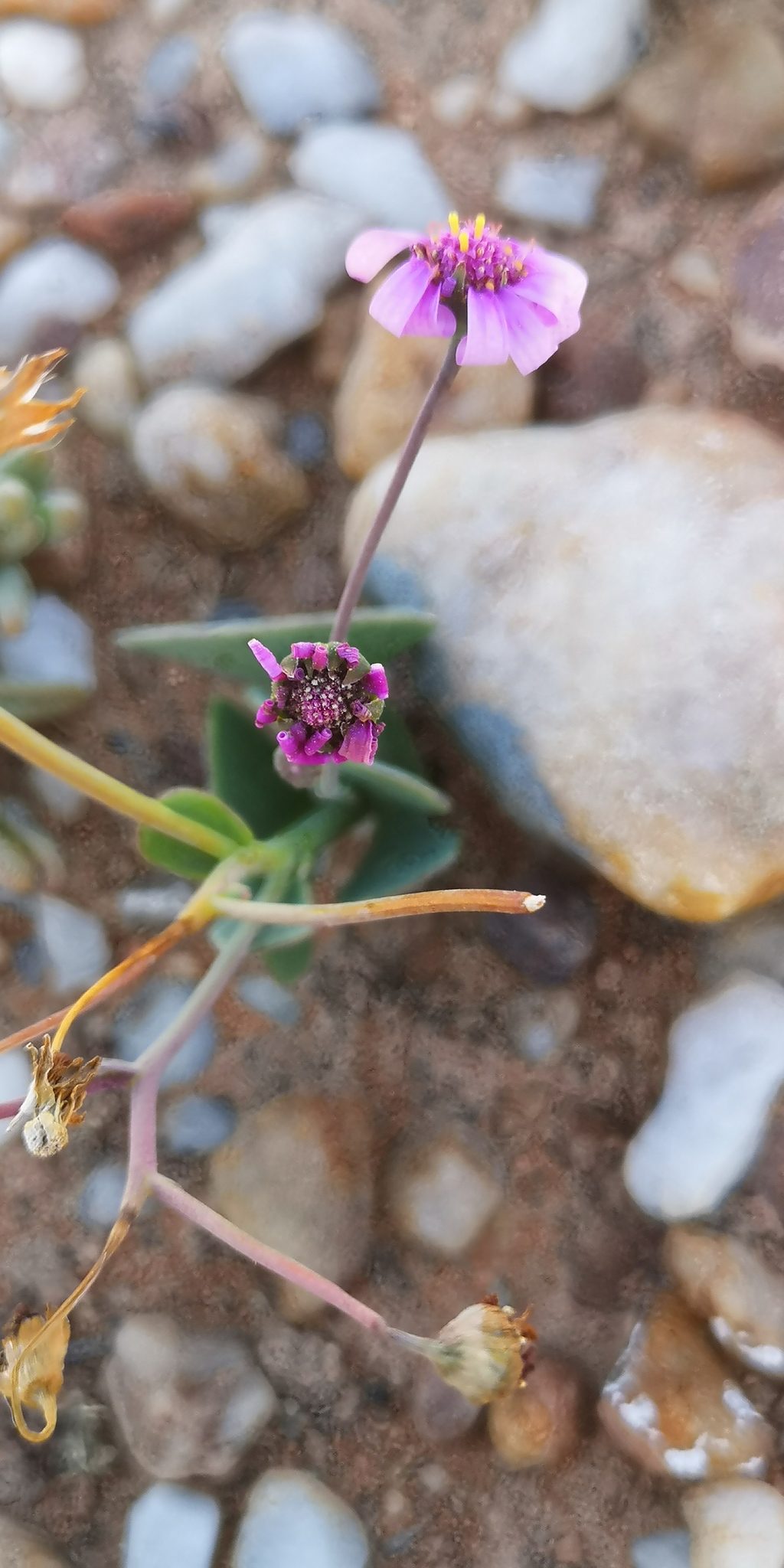
Othonna lilacina

## M
- Othonna macrophylla  DC.
- Othonna macrosperma  DC.
- Othonna membranifolia  DC.
- Othonna mucronata  Harv.
- Othonna multicaulis  Harv.

## N
- Othonna natalensis  Sch.Bip.
- Othonna nigromontana  Magoswana & J.C.Manning

## O
- Othonna obtusiloba  Harv.
- Othonna oleracea  Compton
- Othonna osteospermoides  DC.
- Othonna othonnites  Druce

## P
- Othonna pachypoda  Hutch.
- Othonna parviflora  L.
- Othonna pavelkae  Lavranos
- Othonna pavonia  E.Mey. ex DC.
- Othonna perfoliata  (L.f.) Jacq.
- Othonna petiolaris  DC.
- Othonna pinnata  L.f.
- Othonna pluridentata  DC.
- Othonna primulina  DC.
- Othonna pteronioides  Harv.
- Othonna pumilio  Koek.
- Othonna purpurascens  Harv.

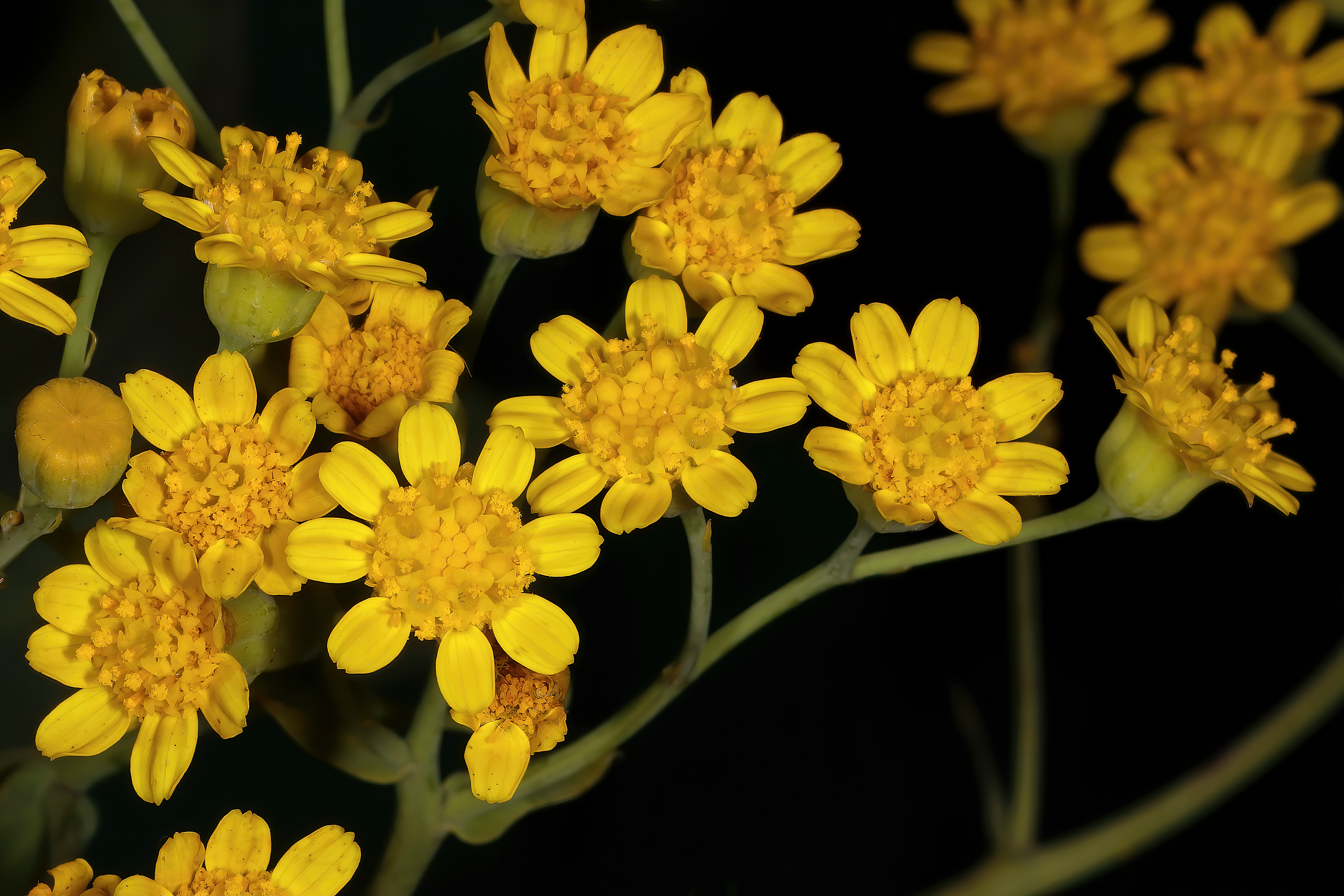
Othonna parviflora
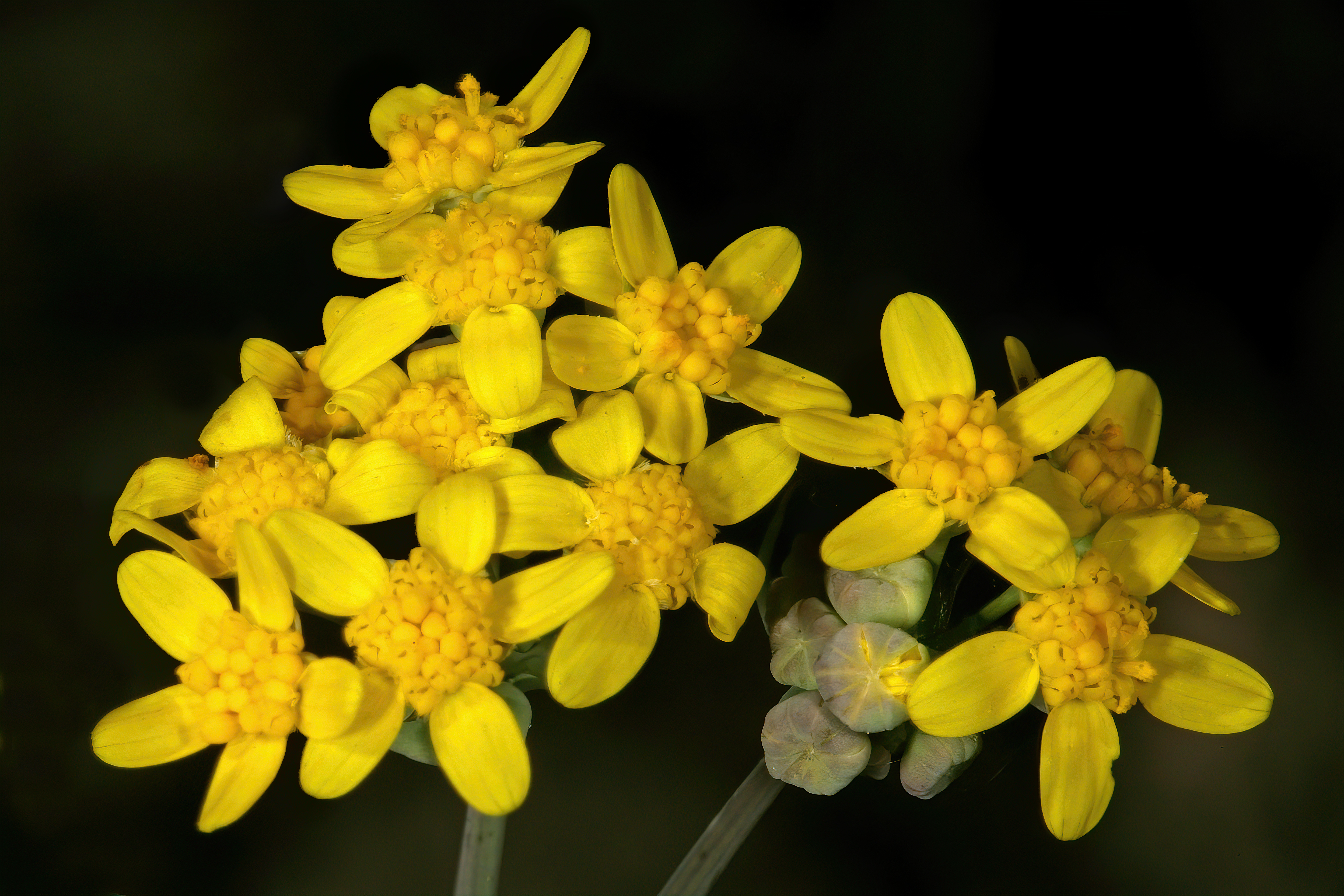
Othonna perfoliata
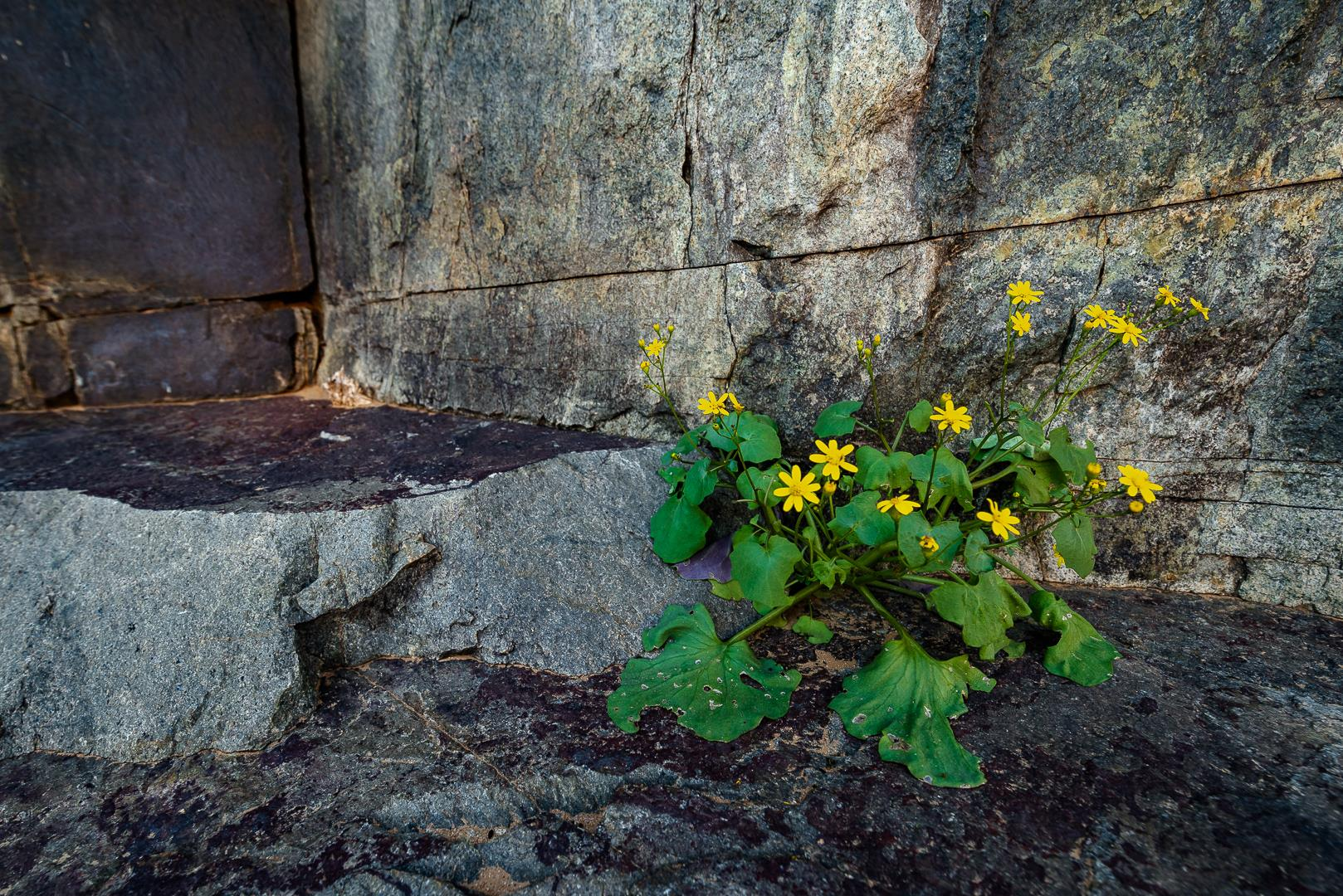
Othonna petiolaris
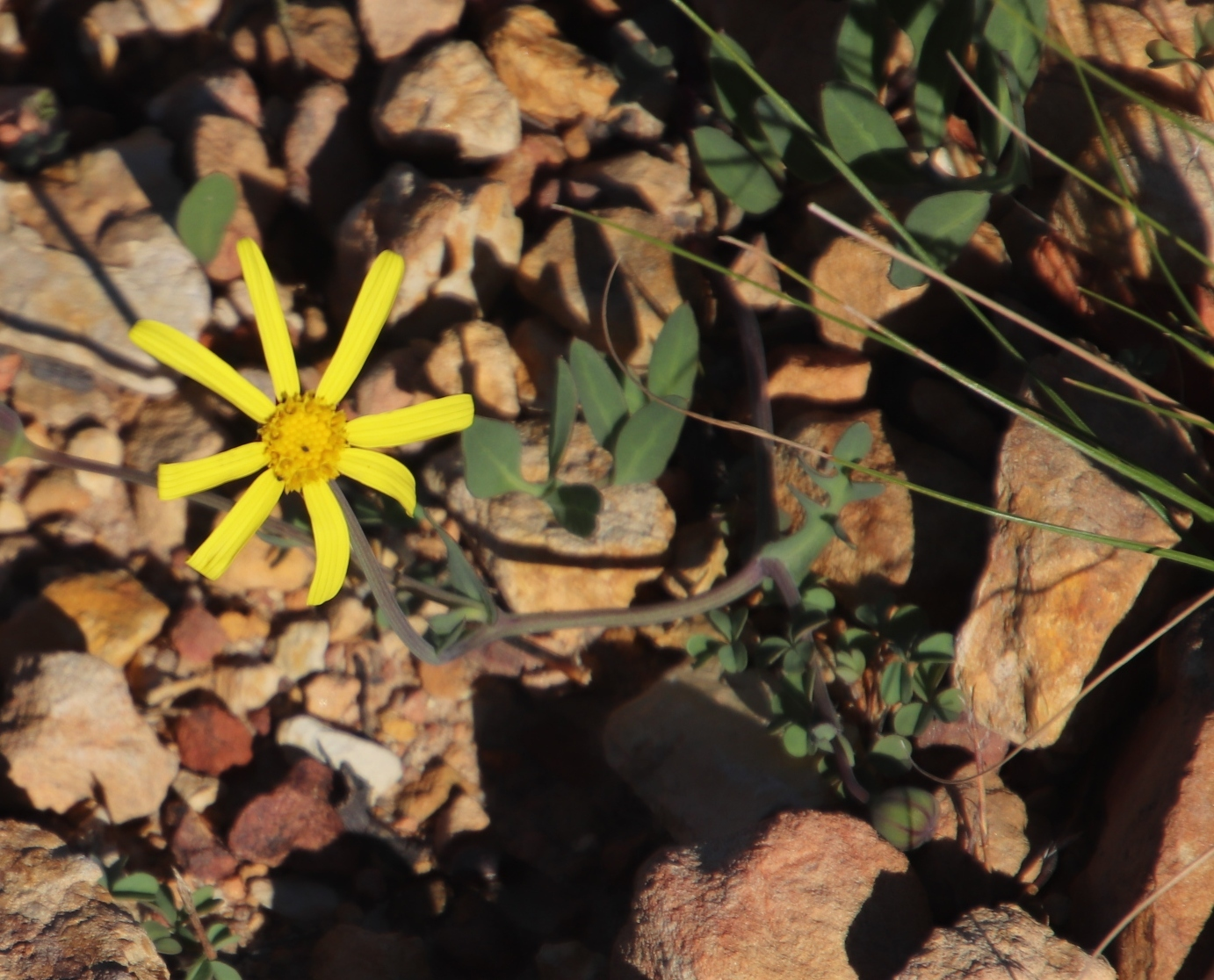
Othonna pinnata

## Q
- Othonna quercifolia  DC.
- Othonna quinquedentata  Thunb.
- Othonna quinqueradiata  DC.

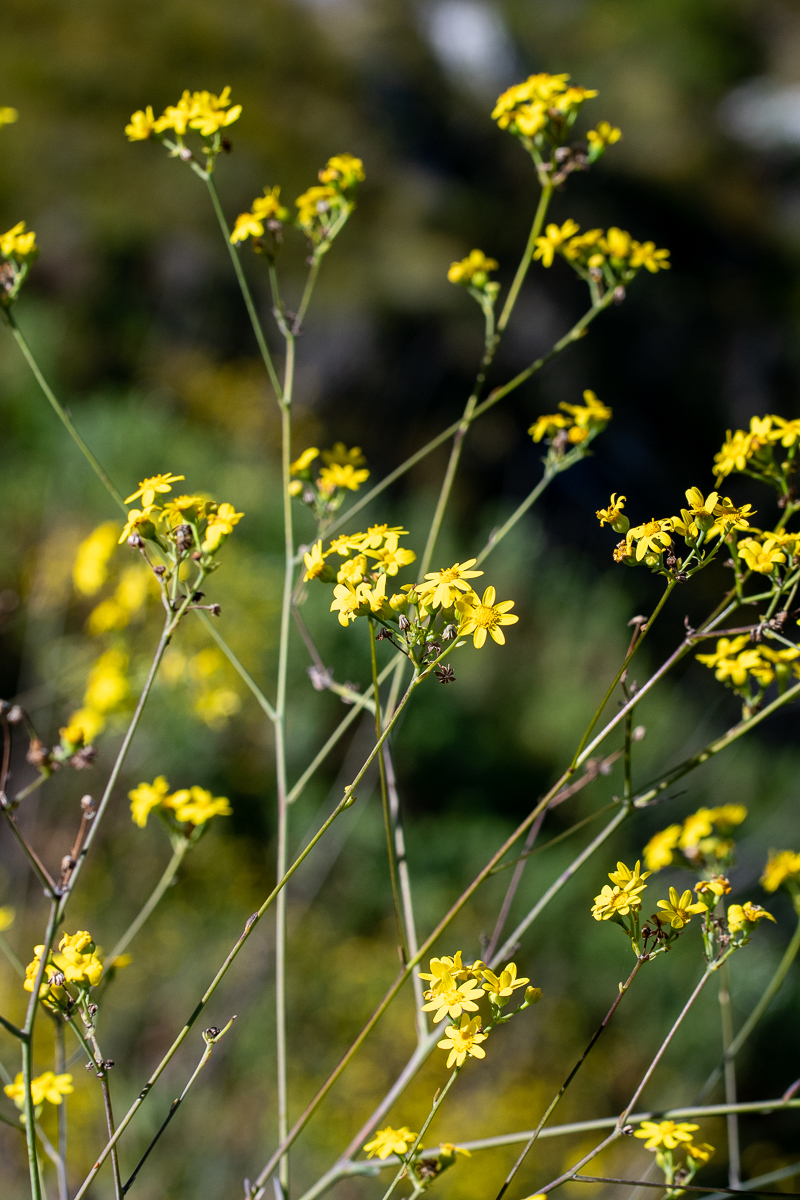
Othonna quinquedentata

## R
- Othonna ramulosa  DC.
- Othonna retrofracta  Jacq.
- Othonna retrorsa  DC.
- Othonna revoluta  Magoswana & J.C.Manning
- Othonna rosea  Harv.
- Othonna rotundiloba  DC.
- Othonna rufibarbis  Harv.

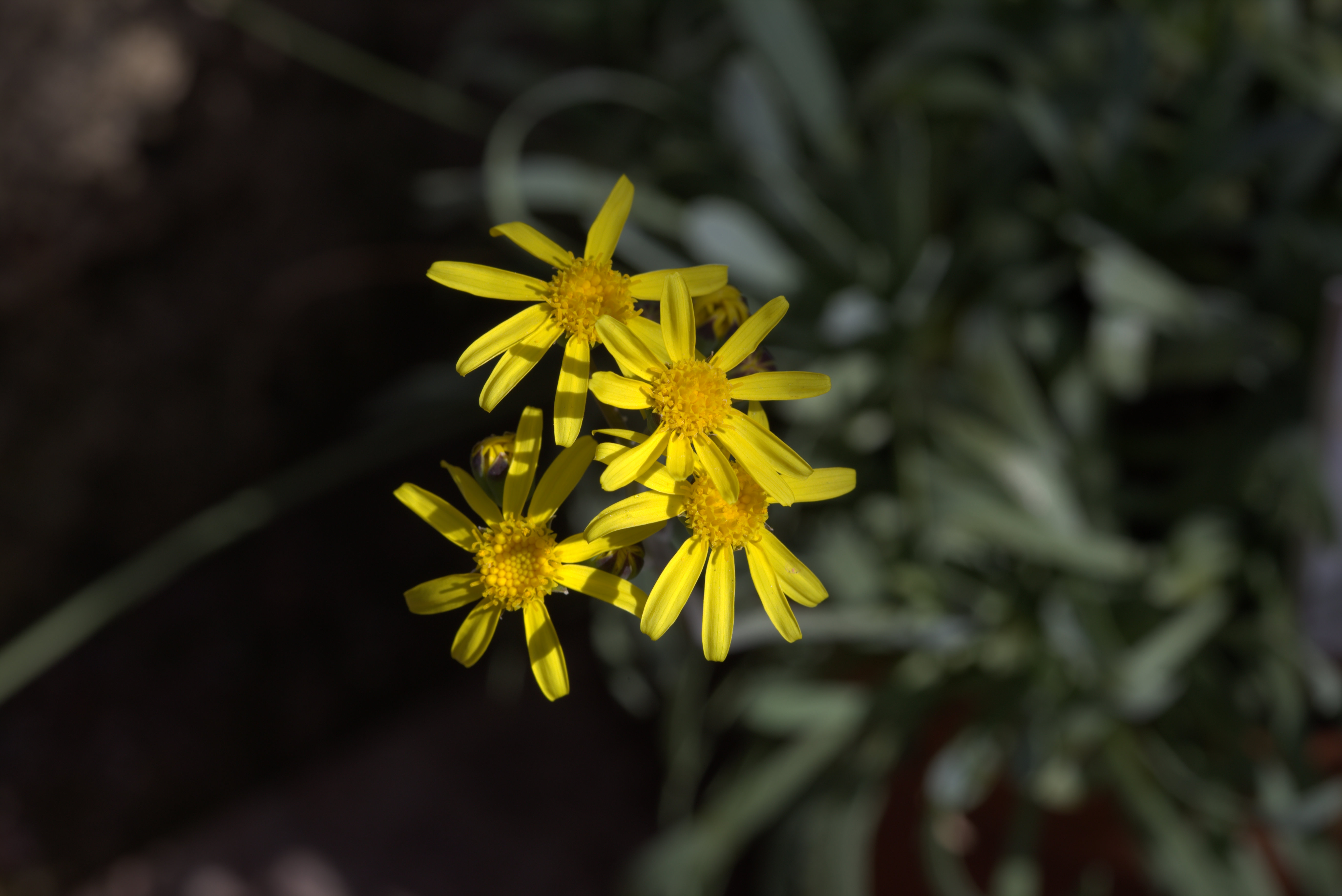
Othonna retrorsa

## S
- Othonna sinuata  Magoswana & J.C.Manning
- Othonna spinescens  DC.
- Othonna stenophylla  Levyns

## T
- Othonna taraxacoides  (DC.) Sch.Bip.
- Othonna tephrosioides  Sond.
- Othonna trinervia  DC.
- Othonna triplinervia  DC.

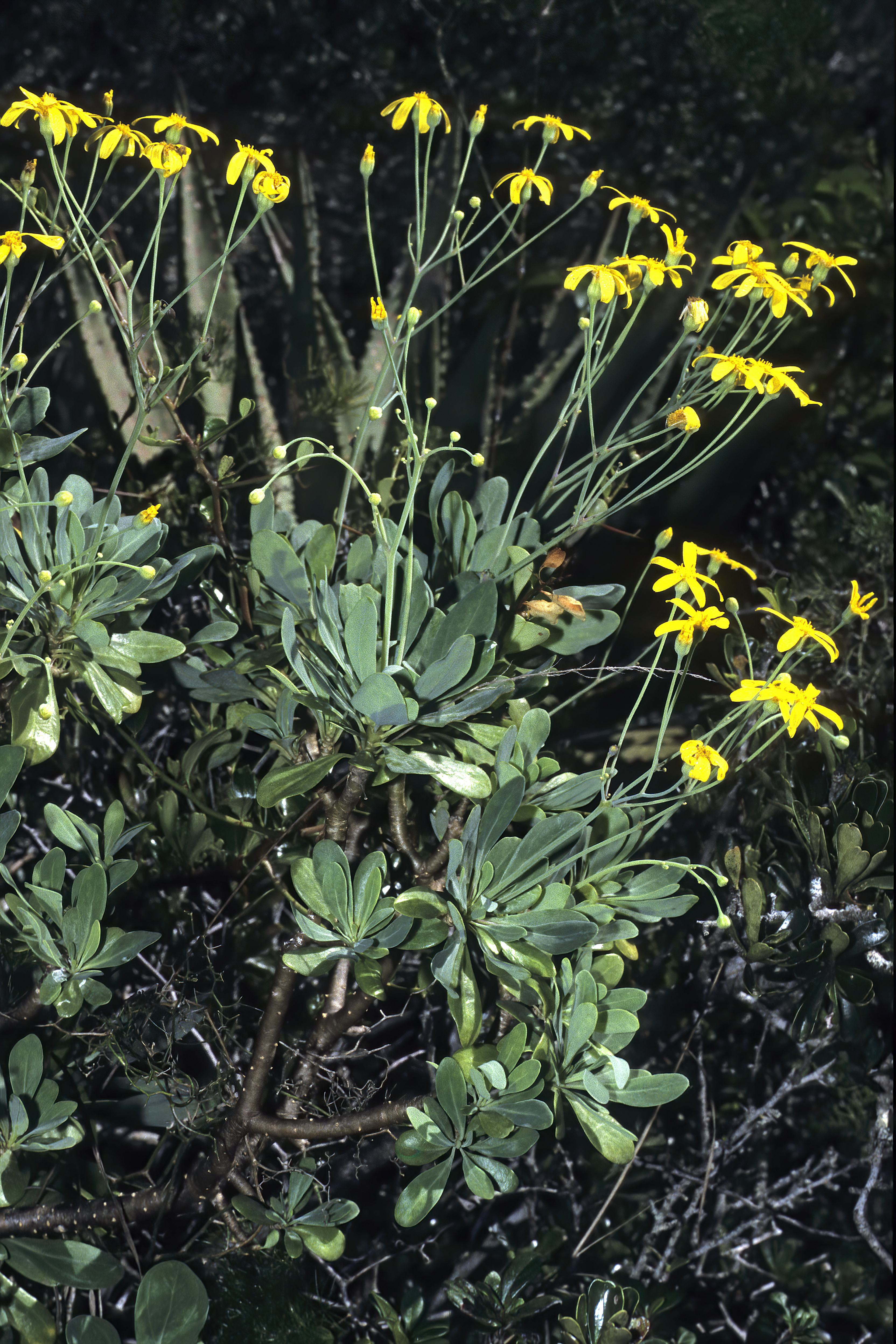
Othonna triplinervia

## U
- Othonna umbelliformis  DC.
- Othonna undulosa  (DC.) J.C.Manning & Goldblatt

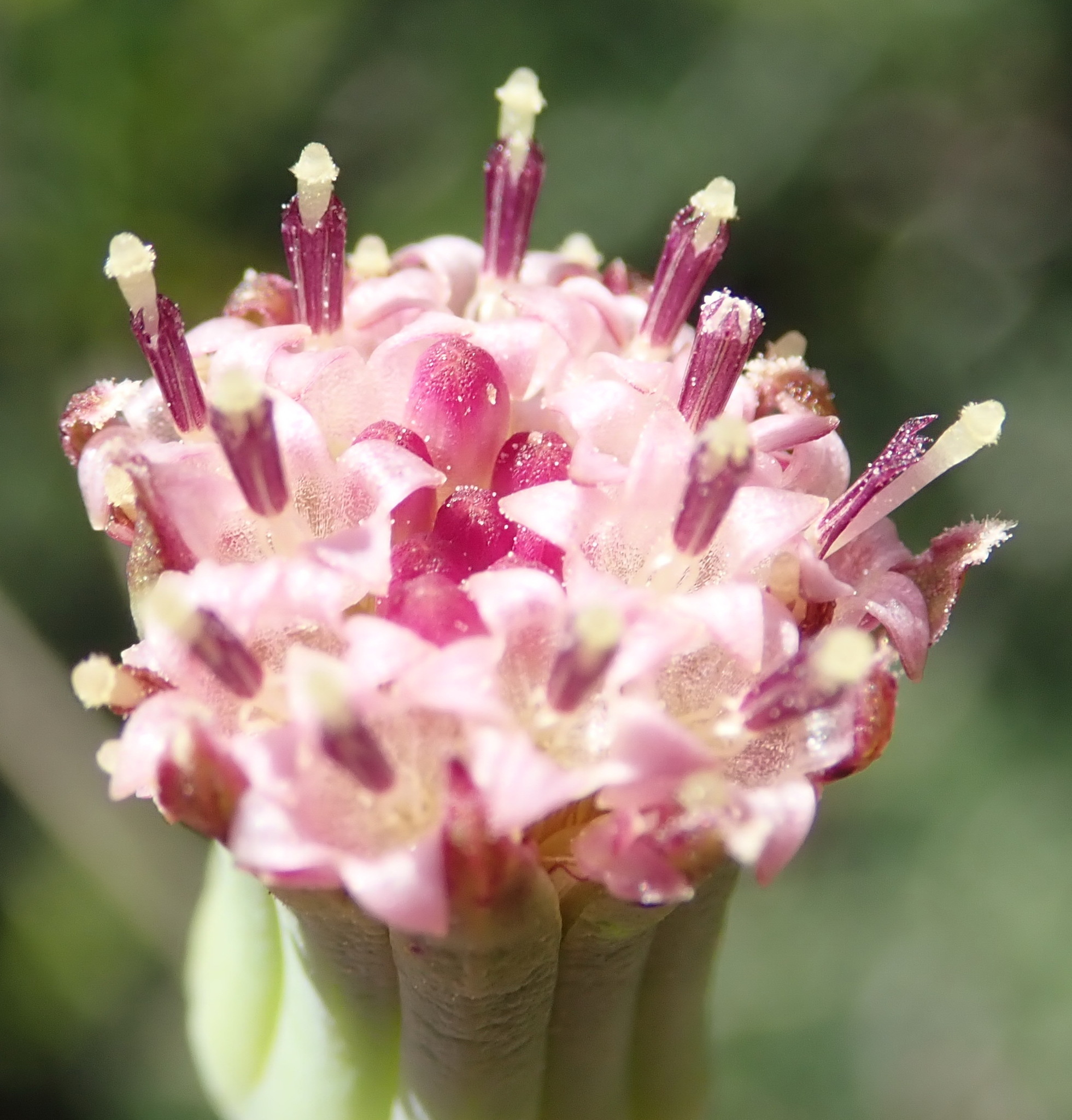
Othonna undulosa

## V
- Othonna viminea  E.Mey. ex DC.

## W
- Othonna wrinkleana  Lavranos

## Z
- Othonna zeyheri  Sond. ex Harv.